# Zólotxiv
Zólotxiv (en ucraïnès Золочів, en rus Золочев) és una ciutat de la província de Lviv, Ucraïna. El 2021 tenia 23.986 habitants.